# Christopher Hewett
Christopher Michael Hewett (Worthing, 5 aprile 1921 – Los Angeles, 3 agosto 2001) è stato un attore e regista teatrale inglese.

## Biografia
In Italia è noto soprattutto per aver interpretato il ruolo del maggiordomo Lynn Aloysius Belvedere nella sitcom della American Broadcasting Company Mr. Belvedere.
In realtà numerosi furono i suoi ruoli, fra i quali si segnala quello del regista Roger DeBris in Per favore, non toccate le vecchiette (1967), film d'esordio del regista Mel Brooks. 

## Filmografia parziale

### Cinema
- Città in agguato (Pool of London), regia di Basil Dearden (1951)
- L'incredibile avventura di Mr. Holland (The Lavender Hill Mob), regia di Charles Crichton (1951)
- Il forestiero (The Million Pound Note), regia di Ronald Neame (1954)
- Per favore, non toccate le vecchiette (The Producers), regia di Mel Brooks (1967)
- Ratboy, regia di Sondra Locke (1986)

### Televisione
- The DuPont Show of the Month – serie TV, episodio 3x02 (1959)
- La signora in giallo (Murder, She Wrote) - serie TV, episodio 4x06 (1987)

## Spettacoli teatrali
- My Fair Lady (1956)